# Cosmographie
La cosmographie (du grec « kósmos » : « univers » et de « gráphein » : « écrire ») est la science de la description de l’Univers.
L'ancienne acception du terme, au Moyen Âge notamment, était très large, puisqu'elle comprenait à la fois la géologie, la géographie et l'astronomie.

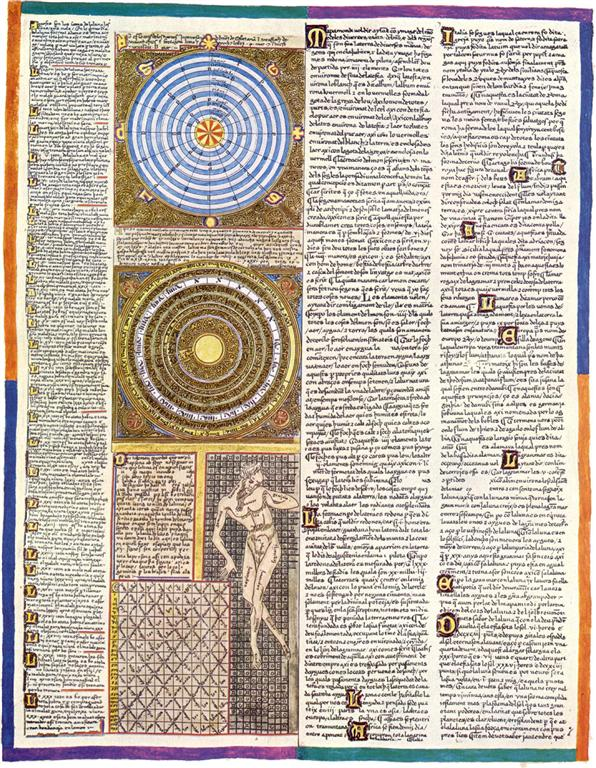
Page de la carte de cosmographie de lAtlas catalan de 1375 par Abraham et Jehuda Cresques.

Un certain nombre d'érudits et de savants étaient cosmographes, comme Cosmas Indicopleustès, Aethicus Ister, l'Anonyme de Ravenne (VIIe siècle), Al-Qazwini (XIIIe siècle), Martin Behaim (1459–1507), Martin Waldseemüller (ca. 1470–1521), Sebastian Münster (1488–1552), Petrus Apianus (1495–1552), Gérard Mercator (1512–1594), Livio Sanuto (1520–1576), Ignazio Danti (1536–1586), Diego Ramírez de Arellano (1565-1624),  Alain Manesson Mallet (1630–1706), Vincenzo Coronelli (1660–1718).
De nos jours apparaît une nouvelle acception du terme cosmographie, comme recouvrant les essais de description à grande échelle de la géométrie et la cinématique du cosmos et de l'univers observable, et ce indépendamment de tout modèle cosmologique.